# Piotruś
Piotruś (cũng là Petrus, Petros) là ngọn núi 727 mét (2.385 ft)   ngọn núi cao trong dãy Beskid Dukielski, Ba Lan. Beskid Dukielski tạo thành trung tâm của  Low Beskids ở dãy núi Carpathian phía Tây.
Piotruś là ngọn núi cao nhất của Beskid Dukielski. Ở đây có một con đường du lịch đi qua núi. Đặc điểm nổi bật nhất của nó là một dòng suối và ao liên quan đến Saint John of Dukla.

## Địa chất
Dãy Beskid Dukielski nằm trong phần bên ngoài của Carpathians, là một phần của vành đai tạo núi Alps. Vành đai ngoài và nếp gấp của Carpathians, được chia thành nhiều lớp phủ giới hạn bởi các đứt gãy mạnh. Ngọn núi nằm trong Dukla Nappe, bị đứt gãy thành các tấm lực đẩy nhỏ hơn. Trình tự thoát ra trong khu vực này bao gồm các loại đá trầm tích loại Flysch thuộc Kỷ Phấn trắng muộn đến Paleogen. Bản thân Piotruś được hình thành từ các loại đá có từ thế Oligocene, đặc biệt là thảm Menilite, có chứa Đá sa thạch Mszanka, Đá sa thạch Jawornik Marls hoặc Đá phiến với các lớp đá vôi Tylawa xen kẽ. Các rặng núi nổi bật gần đỉnh núi bao gồm các lớp sa thạch dày và kết tụ thành một phần của Đá sa thạch Mszanka.

## Tính chất vật lý
Là ngọn núi cao nhất ở Beskid Dukielski, Piotruś có cấu trúc tương đối bằng phẳng, đặt cho nó cái tên thay thế là Płazyna. Ngọn núi có hình lưỡi liềm, thẳng hàng theo hướng bắc-nam. Nó được giới hạn ở phía tây và phía nam bởi thung lũng của sông Jasiołka, tách nó ra khỏi núi Ostra ở phía nam. Ngọn núi được bao phủ bởi rừng, chủ yếu là những cây sồi già, và gần đỉnh, các loại bạch dương, thanh lương trà châu Âu và Tống quán sủ. Một khu rừng vân sam trên sườn phía tây của Piotruś hầu hết bị phá hủy trong một vụ hỏa hoạn trong thời kỳ giữa 2 cuộc chiến tranh. Một tảng đá sa thạch màu vàng được hiển thị nổi bật trên đỉnh núi, có khả năng đóng góp cho tên của nó (Piotr - tiếng Ba Lan để chỉ Peter - cũng có nghĩa là đá). Một số trong số đó đã được khai quật cho các tòa nhà, và một số khối lớn không sử dụng có thể được tìm thấy.
Ngọn núi là nguồn cho nhiều dòng suối, tạo thành những cái ao nhỏ  trong đó lớn nhất được gọi là Murowana Studnia '. Một cái ao khác (Holy Water, Ba Lan: więta Woda ) được liên kết với truyền thuyết về Thánh John của Dukla, người được cho là đã nghỉ ngơi ở đó. Ngoài ra còn có một "hòn đá giáo hoàng" ("Kamień papieski), kỷ niệm sự hiện diện của Karol Wojtyła ở đây. Một nhà nguyện nhỏ đã được xây dựng tại địa điểm này vào năm 2005.
Có kế hoạch mở rộng một khu bảo tồn thiên nhiên gần đó "Przełom Jaskółki" đến sườn phía nam của Piotruś.

## Đường mòn
Một con đường du lịch màu vàng  ngắn đi qua Piotruś. Con đường mòn bắt đầu từ Dukla và đi qua Cergowa, Zawadka Rymandowska và Piotruś đến Stasnianie.